# Ulica Prymasa Augusta Hlonda w Poznaniu
Ulica Prymasa Augusta Hlonda – ulica w Poznaniu, wytyczona w 2002 roku. Jej druga część została oddana do użytku publicznego 10 listopada 2010. Położona na obszarze osiedli Główna i Ostrów Tumski-Śródka-Zawady-Komandoria (dawna dzielnica Nowe Miasto), biegnąca wzdłuż rzeki Warty. Stanowi wschodnią część II ramy komunikacyjnej oraz wchodzi w skład poznańskiego odcinka drogi wojewódzkiej nr 196. Na całej długości jest dwujezdniowa, zasadniczo posiadając po trzy pasy ruchu na każdej jezdni.

## Historia
W 1931 planowano przebicie ulicy od strony Śródki, do ulicy Bałtyckiej, tyłami Zawad i Głównej, do czego nie doszło z uwagi na wielki kryzys i protesty mieszkańców planowanych do wyburzenia domów.
Droga potocznie nazywana jest Nowymi Zawadami, w nawiązaniu do równolegle biegnącej ulicy Zawady.

## Nazwa
Nazwa upamiętnia postać kard. Augusta Hlonda, prymasa Polski, arcybiskupa gnieźnieńskiego i poznańskiego w latach 1926–1946, i została nadana z inicjatywy Adama Suwarta, działacza Towarzystwa Miłośników Miasta Poznania, uchwałą Rady Miasta Poznania z dnia 25 marca 2003.